# Prosimulium brincki
Prosimulium brincki är en tvåvingeart som först beskrevs av Meillon 1955.  Prosimulium brincki ingår i släktet Prosimulium och familjen knott. Inga underarter finns listade i Catalogue of Life.